# Бењатина
Бењатина (слч. Beňatina) насељено је мјесто са административним статусом сеоске општине (слч. obec) у округу Собранце, у Кошичком крају, Словачка Република.

## Становништво
| Година:    | 1994. | 2004.    | 2014.    | 2024.    |
| ---------- | ----- | -------- | -------- | -------- |
| Број људи: | 300   | 257      | 197      | 168      |
| Разлика:   |       | -14,33 % | -23,34 % | -14,72 % |

| Година:    | 2023. | 2024.   |
| ---------- | ----- | ------- |
| Број људи: | 170   | 168     |
| Разлика:   |       | -1,17 % |

Према подацима о броју становника из 2024. године насеље је имало 168 становника.